# Variaties op een Karelisch volksliedje voor kantele
Variaties op een Karelisch volksliedje voor kantele is een compositie van Fridrich Bruk. Bruk vestigde zich in 1974 in Finland en verdiepte zich direct in de Finse muziek. Daarbij kwam natuurlijk ook de kantele naar voren. In minstens drie werken in het bescheiden oeuvre van de componist haalde hij het muziekinstrument aan:
- de variaties
- zijn vierde symfonie
- zijn sonate voor kantele

In aanvulling op zijn kennis van de Finse muziekwereld, vond tevens een onderzoek plaats naar de volksmuziek aldaar en dan met name het gebied Karelië, dat in de 20e eeuw verdeeld werd tussen Finland en Rusland.